# American Life (chanson)
Pour les articles homonymes, voir American Life.
Singles de Madonna
Die Another Day
(2002) Hollywood
(2003)
Pistes de American Life
Hollywood
(2)
American Life est une chanson pop de la chanteuse américaine Madonna, coproduite par Mirwais Ahmadzaï pour son neuvième album studio du même nom sorti en 2003.

## Informations sur le titre
La chanson, dont les paroles critiquent ouvertement le mode de vie américain et qui a été réalisée comme second single, précédé par Die Another Day, n'a pas réussi à atteindre un succès équivalent à ses précédents singles et est connu pour son clip vidéo très controversé dénonçant le président George W. Bush et l'invasion des troupes américaines en Irak.
American Life est sorti le 8 avril 2003 aux États-Unis et le 14 avril en Europe. La chanson a été diffusée pour la première fois à la radio le 24 mars, les fans qui ont acheté en pré-commande le titre en mp3 l'on reçu par courriel le même jour par le biais du site officiel de la chanteuse. Par ailleurs, la chanson a été remixée par des artistes très connus dans le métier tels que Missy Elliott, Peter Rauhofer, Felix da Housecat et Paul Oakenfold.
Initialement, la pochette du single qui avait été dévoilée à certains médias montrait Madonna armée d'une mitrailleuse, la version finale de la pochette sera rectifiée à la dernière minute, le single sort le 8 avril sans la mitrailleuse pour assouplir les sentiments antimilitaristes et pacifiques de la chanteuse au beau milieu du conflit entre les États-Unis et l'Irak.

## Clip vidéo

### Le clip original
Le clip vidéo très controversé a été tourné les 6 et 7 février 2003 au Los Angeles Center Studios par le réalisateur Suédois Jonas Åkerlund. Alors qu'elle produisait des clips à connotation sexuelle et religieuse dans les années 1980 et 1990, Madonna adopte depuis le début du millénaire une image plus violente, déjà pour What It Feels Like For A Girl de Guy Ritchie où la violence des scènes faisait déjà l'objet d'une censure et ensuite pour Die Another day où la torture et la peine de mort étaient mises en évidence. Pour American Life, le niveau de violence prend une plus grande envergure en se focalisant sur la politique, sur le président des États-Unis et la guerre en Irak.
Dans la vidéo originale, Madonna apparaît en sergent-major suivie d'une troupe de légionnaires féminines se rendant à un défilé de mode à bord d'une Mini. Pendant ce temps, le défilé tourne en lutte armée et une fois sur le plateau, d'où sont diffusées sur des écrans géants des images propres à la guerre et ses conséquences, elle arrose à l'aide d'un canon à eau les paparazzis et envoie à un sosie du président une grenade dégoupillée.

### La polémique
Aussitôt la presse avertie par les rumeurs du clip, les critiques s'engagent et vont tellement loin que Madonna est contrainte de faire publier un communiqué :
« J'ai la chance d'être une citoyenne américaine pour plusieurs raisons - l'une d'elles est le droit de s'exprimer librement, particulièrement dans mon travail. Je sais qu'il y a eu des comptes-rendus au sujet de ma vidéo American Life dans les médias - beaucoup d'entre eux sont inexacts. Je ne suis pas Anti-Bush. Je ne suis pas pro-Irak. Je suis pacifiste. J'ai écrit une chanson et j'ai produit une vidéo dans lesquelles j'exprime mes sentiments envers notre culture et les illusions qu'ont les gens à propos du rêve américain - la vie idyllique. En tant qu'artiste, j'espère que cela provoque la pensée et le dialogue, je n'attends pas à ce que les gens approuvent mon point de vue, Je suis reconnaissante de pouvoir exprimer mes opinions et c'est pour cela que j'honore mon pays. »
Compte tenu du climat politique du pays à ce moment, le lendemain de la première diffusion du clip le 1er avril 2003, Madonna change son fusil d'épaule, elle fait annuler la diffusion du clip et publie un nouveau communiqué :
« J'ai décidé de ne pas diffuser la vidéo pour le moment, elle a été filmée avant le début de la guerre et je ne pense pas qu'il soit approprié de la diffuser actuellement. En raison de l'état d'esprit général et par respect pour les forces armées, que je soutiens et pour lesquelles je prie, je ne veux pas risquer d'offenser quiconque qui pourrait mal interpréter la signification de cette vidéo. »

### La version tout public
Après avoir retiré la vidéo originale, Madonna a ensuite réalisé une version très édulcorée le 16 avril 2003 sur la chaîne VH1, cette version qui a été également critiquée, ne contient que des séquences de Madonna en Général, mais cette fois en interprétant la chanson devant des drapeaux. 
Une version différente a été vue lors du Re-invention Tour pour une vidéo en arrière-plan de la chanson avec des images de guerres et des extraits du clip original, la différence majeure avec la version originale diffère à la scène finale avec George W. Bush et Saddam Hussein, à la suite d'une interview de la chanteuse lors de l'émission On Stage & On The Record sur MTV, il existe pas moins de cinq versions différentes du clip.
Malgré l'interdiction de diffusion et avec l'utilisation de plus en plus fréquente d'internet, la vidéo originale diffusée le 1er avril s'est vite retrouvée sur des sites de diffusion, d'échange et sur des forums de discussion, la vidéo fera parler d'elle mais cela ne suffira pas à faire monter les ventes du single, ni de l'album et pour certains Madonna a été (encore) trop loin et l'appel au boycott est lancé sur le territoire américain.

## Production
Pour toutes les versions :
- Directeur : Jonas Akerlund
- Producteur : Nicola Doring
- Directeur de la photographie : Eric Broms
- Montage : Jonas Akerlund
- Compagnie productrice : HSI Productions

## Versions officielles
1. Album Version 4:58
2. Radio Edit 4:27
3. Radio Edit (Censuré) 4:27
4. Radio Edit W/O Rap 4:04
5. Video Version 4:39
6. Felix Da HouseCat's Devin Dazzle Radio Edit* 3:23
7. Felix Da HouseCat's Devin Dazzle Radio Edit W/O Rap* 3:24
8. Felix Da HouseCat's Devin Dazzle Club Mix 6:10
9. Headcleanr Rock Mix 4:01 (Remixed and Revisited)
10. Missy Elliott's American Dream Mix 4:49
11. Missy Elliott's American Dream Clean Edit*4:36
12. Missy Elliott's American Dream Instrumental Remix 4:33
13. Oakenfold Downtempo Mix/Remix 5:32
14. Oakenfold Radio Edit* 4:01
15. Oakenfold Radio Edit W/O Rap* 3:16
16. Peter Rauhofer's American Anthem Part 1 10:41
17. Peter Rauhofer's American Anthem Part 2 9:06
18. Peter Rauhofer's Radio Edit* 3:50

*= Promotion

## Classements
| Pays                                         | Meilleure position | Pays                         | Meilleure position |
| -------------------------------------------- | ------------------ | ---------------------------- | ------------------ |
| Argentine                                    | 2                  | Australie ARIA               | 7                  |
| Autriche Top 75                              | 7                  | Belgique Flandre             | 10                 |
| Belgique Wallonie                            | 12                 | Brésil                       | 6                  |
| Canada                                       | 1                  | Chili                        | 7                  |
| Chine                                        | 6                  | Danemark                     | 1                  |
| Europe                                       | 2                  | Finlande                     | 3                  |
| France Top 50                                | 10                 | Allemagne Top 50             | 10                 |
| Grèce                                        | 2                  | Irlande IRMA Top 50          | 8                  |
| Israël                                       | 1                  | Italie                       | 1                  |
| Italie (remix version)                       | 7                  | Japon                        | 1                  |
| Lettonie                                     | 6                  | Pays-Bas                     | 13                 |
| Nouvelle-Zélande                             | 33                 | Norvège Top 20               | 9                  |
| Portugal                                     | 1                  | Espagne Top 40               | 1                  |
| Suède                                        | 2                  | Suisse Top 100               | 1                  |
| Royaume-Uni                                  | 2                  | États-Unis Billboard Hot 100 | 37                 |
| États-Unis Billboard Hot Dance Singles Sales | 1                  | United Chart                 | 1                  |